# Santuario della Madonna della Rocca (Alessandria della Rocca)
Il santuario della Madonna della Rocca si trova ad Alessandria della Rocca, in provincia di Agrigento.

## Santuario
L'attuale santuario sorge sul luogo di quello originario secentesco, costruito per volere di donna Elisabetta Barresi, ed è preceduto da un'ampia scalinata. All'interno vi sono alcune tele, opera del pittore Panepinto da Santo Stefano Quisquina, nelle quali sono raffigurate le scene del ritrovamento della statua della Madonna della rocca, il suo trasporto a Palermo, il ritorno ad Alessandria nel 1873, i lavori per la costruzione del santuario e la prima messa celebrata nel nuovo santuario. 

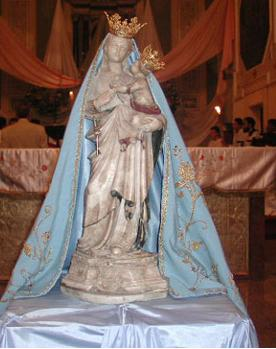
Simulacro originale venerato a Alessandria della rocca

### Il simulacro dellaMadonna della rocca: la tradizione orale
Il simulacro della Madonna della rocca consta di una piccola statua, alta cm. 60, in marmo pario che sembra risalga all'epoca bizantina e raffigura la vergine Maria avvolta da un manto fregiato e panneggiato con in braccio Gesù bambino, che ha lo sguardo rivolto verso la madre. secondo la tradizione tale simulacro fu ritrovato prodigiosamente da una cieca intorno agli anni 1620/25. Probabilmente la piccola statua fu nascosta sulla "rocca ncravaccata" per preservarla dalla furia distruttiva dei saraceni e poi lì ritrovata. L'episodio del ritrovamento non è attestato da fonti storiche ma è testimoniato dalla tradizione orale:
«Una povera vedova, per il popolo Rosa Innominati, in età avanzata portò un giorno la figlia cieca Angelina a raccogliere della verdura nella zona detta "rocca ncravaccata". Arrivati sul posto, Rosa fece sedere la figlia raccomandandole di non muoversi finché non fosse tornata. Ad Angelina apparve un angelo che le disse che sarebbe venuta la Vergine col suo bambino. Non appena apparve, la Vergine le disse di andare in paese e riferire ai sacerdoti e al popolo di andare e scavare in quel luogo dove avrebbero trovato un simulacro, e avrebbero eretto un santuario dove custodirlo e venerarlo. Angelina turbata pensava che i sacerdoti e il popolo non l'avrebbero mai creduta perché era cieca ma ecco che subito riacquistò immediatamente la vista. Andò incontro alla madre e ambedue tornarono in paese e raccontarono l'accaduto. Subito fu organizzata una processione fino alla caverna indicata dalla Vergine. Scavarono ma per la fretta urtarono, con uno strumento di lavoro, contro il simulacro, spezzando il braccio della vergine all'altezza del polso e il braccio sinistro del bambino all'altezza del gomito».
Non erano ancora iniziati i lavori per la costruzione del santuario che il barone di Resuttana, avendo saputo del ritrovamento, rivendicò il simulacro perché il ritrovamento era avvenuto nella sua proprietà. Lo portò a Palermo dove rimase fino al 1873, e al suo posto mandò una copia. L'originale venne poi restituita al Santuario in data 30 marzo 1873. Dalla terza domenica di quaresima fino al pomeriggio di pasqua e dal venerdì dell'ultima settimana di agosto fino alla prima domenica di ottobre, la statua originale si trova nella chiesa madre, dove abitualmente si può vedere la copia mandata dal barone.
Poco tempo dopo il suo ritrovamento la Vergine fu eletta principale protettrice del paese.

## Festa
La festa della Madonna della rocca si svolge l'ultima settimana di agosto. Essa è divisa in due parti: una religiosa il venerdì, sabato e domenica, e una folkloristica il lunedì e martedì (con manifestazioni sportive e bande musicali). La tradizione risale al 1630, quando nell'ultima domenica di agosto si ringraziava la vergine per il raccolto.

## Diffusione del culto
Il culto della Madonna della rocca si diffuse rapidamente anche ai comuni vicini. Se ne hanno tracce a:
- Canicattì, dove esisteva una cappella dedicata alla Madonna della rocca, che poi nei secoli venne trasformata prima in chiesa e infine in convento cappuccino dove alloggiò peraltro il venerabile Gioacchino La Lumia;
- Corleone, dove tuttora l'ultima domenica di agosto viene celebrata la festa della Madonna della rocca.

### Culto della Madonna della rocca a Corleone

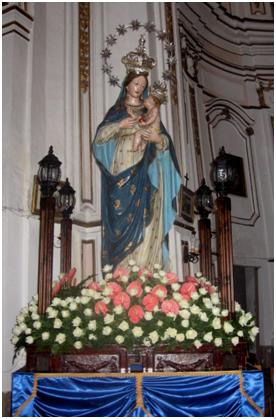
Simulacro venerato a Corleone

La prima immagine giunta a Corleone sulla Madonna della Rocca è una tela di medio formato, dipinta ad olio su un supporto tessile intelaiato e collocato dentro una cornice lignea. La tela è conservata nei locali della confraternita della Madonna della Rocca presso la chiesa di sant’Elena e Costantino. La tela è di autore ignoto e rimanda ad uno stile popolare e devozionale tipico di alcuni santuari siciliani che riproponevano su tela l’immagine della Madonna venerata nel proprio santuario per promuoverne il culto in altri paesi. La tela era probabilmente collocata nello spazio dove nel 1859 venne costruito l’altare con la nicchia. DI certo il culto della Madonna della Rocca era già presente prima del 1873, anno in cui la statuetta ritornava da Palermo ad Alessandria della Rocca passando per Corleone. In quegli anni infatti, Il culto doveva essere già molto forte da permettere l’acquisto di un'imponente statua lignea (probabile opera di Alessandro Bagnasco) e la costruzione e decorazione di un altare nella chiesa di Sant’Elena. Sempre in questo periodo venne pure istituita la confraternita con l'abitino azzurro bordato di bianco che ancora oggi si occupa del culto. Altri due elementi fanno presupporre lo sviluppo del culto della Madonna della rocca a Corleone nel XIX secolo:
- la mancanza di riferimenti a tale culto nel manoscritto sulle chiese corleonesi di Costantino Bruno (datato 1787) che fa presupporre o l'inesistenza o comunque la limitata diffusione di tale culto in quegli anni;
- la presenza della statua della Madonna della rocca al trentunesimo posto nell'elenco dei santi partecipanti alla processione del corpus domini del 1879, dato che fa presupporre che in questi anni il culto è già ben sviluppato e meritorio di partecipare alla importante e prestigiosa processione.

## Rosario della Madonna della rocca
Esiste un antico rosario dedicato a Madonna dâ rocca in lingua siciliana, ancora oggi recitato nei nove giorni di preghiera (novena) che precedono la festa della madonna.
- sui grani piccoli:
  - solista: e lu cori ca tutti ni tocca, vergini santa maria ri la rocca …
  - tutti: ri la rocca regina maria, vui salvati l'arma mia.
- sui grani grossi:
  - marunnuzza ri la rocca chiamata, nta la rocca nata la rocca fusti truvata, 'mbrazza tiniti Gesù bamminu, chi fa grazi, chi fa grazi ri cuntinuu, pi la grazia chi vurria vui salvati l'arma mia.